# Аліса Міццау
Аліса Міццау (італ. Alice Mizzau, 18 березня 1993) — італійська плавчиня.
Учасниця Олімпійських Ігор 2012, 2016 років.
Призерка Чемпіонату світу з водних видів спорту 2015 року.
Призерка Чемпіонату світу з плавання на короткій воді 2014 року.
Чемпіонка Європи з водних видів спорту 2012, 2014 років.